# Swallenia alexandrae
Swallenia alexandrae là một loài thực vật có hoa trong họ Hòa thảo. Loài này được (Swallen) Soderstr. & H.P.Decker miêu tả khoa học đầu tiên năm 1963.

## Hình ảnh

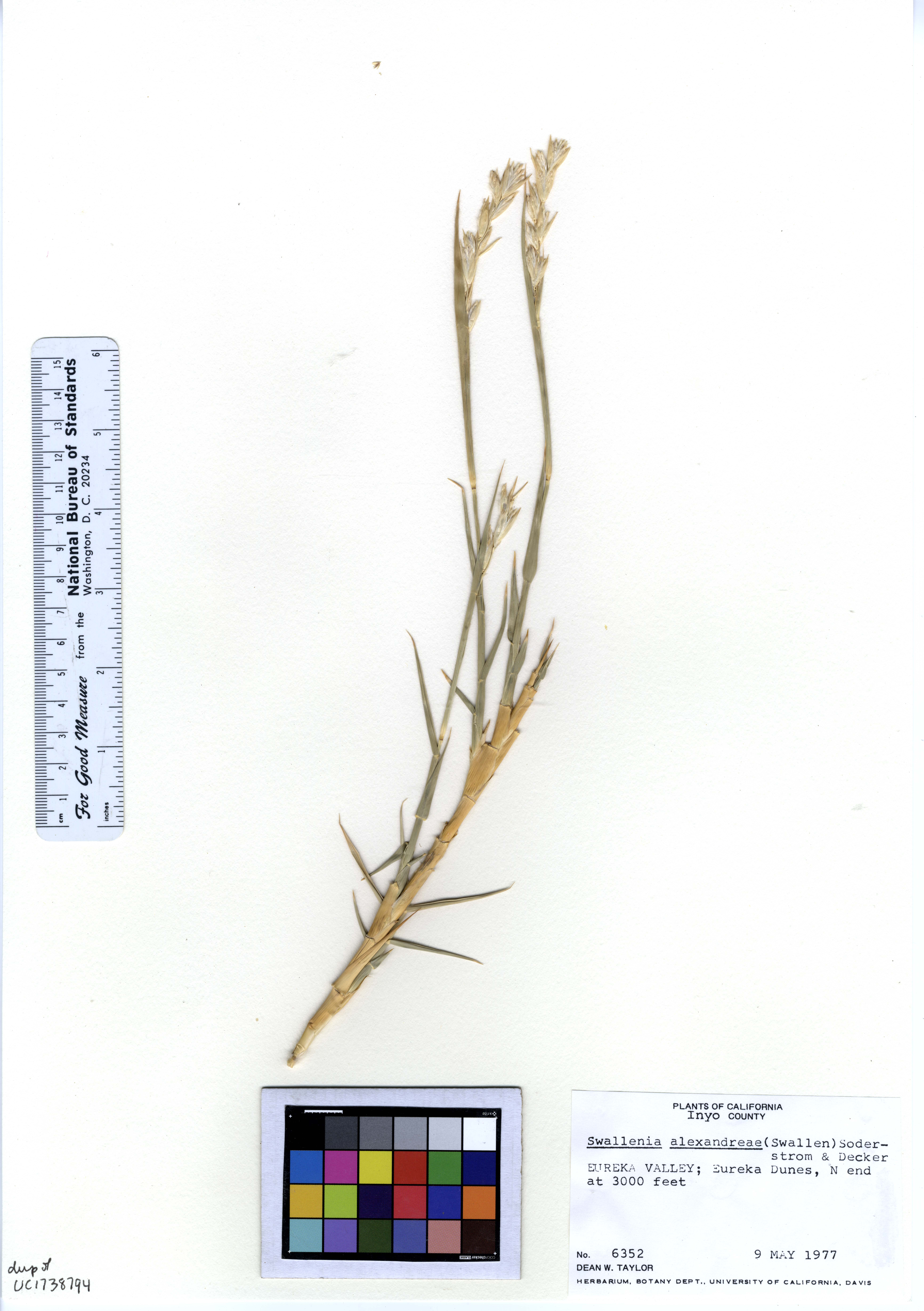